# Cesare d'Este, Duce de Modena
Cesare d'Este (n. 1 octombrie 1562, Ferrara, Statele Papale – d. 11 decembrie 1628, Modena, Italia) a fost Duce de Modena și Reggio din 1597 până la moartea sa.

## Biografie
Născut la Ferrara, Cesare a fost fiul marchizului Alfonso d'Este de Montecchio, al patrulea fiu al lui Alfonso I d'Este și văr cu Alfonso al II-lea d'Este, duce de Ferrara și Modena. Mai târziu, când vărul său a murit fără moștenitori, în octombrie 1597, Cesare a moștenit ducatul.
La 30 ianuarie 1586 el s-a căsătorit cu Virginia de Medici, fiica lui Cosimo I de' Medici, care a suferit de simptome de nebunie până la moartea ei, în 1615. Cesare a fost succedat de fiul său, Alfonso.

## Copiii
- Giulia d'Este (1588–1645); a murit nemăritată.
- Alfonso III d'Este, Duce de Modena (1591–1644), Duce de Modena din 1628; s-a căsătorit cu Prințesa Isabella de Savoia.
- Laura d'Este (1594–1630;) s-a căsătorit cu Alessandro I Pico, Duce de Mirandola
- Luigi d'Este, Signore de Montecchio și Scandiano (1593/1594–1664)
- Caterina d'Este (1595–1618); a murit nemăritată.
- Ippolito d'Este (1599–1647); a murit nemăritată.
- Niccolo d'Este (1601–1640); s-a căsătorit cu Sveva d'Avalos, nu au avut copiii.
- Borso d'Este (1605–1657); s-a căsătorit cu Ippolita d'Este (fiica fratelui său Luigi)
- Foresto d'Este (1606–1639/1640)
- Angela Caterina d'Este (m 1651); a murit nemăritată, a fost călugăriță.